# Hypecoum trilobum
Hypecoum trilobum là một loài thực vật có hoa trong họ Anh túc. Loài này được Trautv. mô tả khoa học đầu tiên.